# Талон (Республіка Алтай)
Талон (рос. Талон) — село Турочацького району, Республіка Алтай Росії. Входить до складу Майського сільського поселення.
Населення — 13 осіб (2015 рік).